# Richard Deaver
Richard Burke "Dick" Deaver (Huntington Park, 7 de fevereiro de 1931) é um velejador estadunidense, medalhista olímpico. Ele competiu nos Jogos Olímpicos de Verão de 1964 na classe Dragon e conquistou a medalha de bronze, ao lado de Lowell North e Charles Rogers.